# Sick Love
Sick Love è un singolo del gruppo musicale statunitense Red Hot Chili Peppers, pubblicato il 4 dicembre 2016 come quinto estratto dall'undicesimo album in studio The Getaway.

## Video musicale
Il videoclip, diretto e illustrato dalla cantante e cantautrice Beth Jeans Houghton, segue il viaggio di una ragazza australiana che decide di trasferirsi a Hollywood. Invece della fama e del successo di cui era in cerca, ad aspettarla soltanto strade ricoperte di vomito, di preservativi usati, con inquietanti clown che danzano fra le lapidi di un cimitero accompagnati, naturalmente, da Satana.
Il video diventa ancora più surreale quando la ragazza si innamora di Anthony Kiedis: dopo esser stata ricoperta da una melma verdastra e dopo essersi lavata i denti fino a staccarli, ecco che si trasforma in un ragno pronto a decapitare il cantante dei Chili Peppers.

## Formazione
- Anthony Kiedis – voce
- Josh Klinghoffer – chitarra, tastiera, cori
- Flea – basso
- Chad Smith – batteria

### Altri musicisti
- Brian ''Danger Mouse'' Burton – sintetizzatore
- Elton John – pianoforte
- Mauro Refosco – percussioni